# 대한병리학회
대한병리학회(The Korean Society of Pathologists)는 1946년에 설립된 대한민국의 의학 학술 단체이다. 소재지는 서울특별시 종로구 새문안로 92 광화문오피시아 1209호에 위치하고 있다.

## 개요
회원 상호간의 친목과 지식교환을 도모하고, 병리학의 연구와 보급을 촉진시키며, 이 분야를 전공하는 이들의 학문적 및 사회적 품위를 항상 시킨다.

## 같이 보기
- 병리학
- 대한의학회